# Аквебог (Њујорк)
Аквејбог (енгл. Aquebogue) насељено је место без административног статуса у америчкој савезној држави Њујорк.

## Демографија
По попису из 2010. године број становника је 2.438, што је 184 (8,2%) становника више него 2000. године.
| Група             | 2000.         | 2010.         |
| Белци             | 2.031 (90,1%) | 2.027 (83,1%) |
| Афроамериканци    | 118 (5,2%)    | 103 (4,2%)    |
| Азијати           | 7 (0,3%)      | 5 (0,2%)      |
| Хиспаноамериканци | 73 (3,2%)     | 290 (11,9%)   |
| Укупно            | 2.254         | 2.438         |